# Gerd-Liv Valla
Gerd-Liv Valla, född 25 januari 1948 i Korgen i Nordland fylke, är en norsk tidigare fackföreningskvinna och politiker (Arbeiderpartiet). Hon valdes den 8 maj 2001 till den första kvinnliga ledaren för LO i Norge sedan bildandet 1899. Vald ett halvår efter svenska LO:s Wanja Lundby-Wedin blev hon den andra kvinnliga LO-ordföranden i den nordiska fackförbundshistorien. Innan dess hade hon varit justitieminister i Thorbjørn Jaglands regering.
Hon avgick som LO-ordförande den 9 mars 2007 efter anklagelser om att hon mobbat och trakasserat anställda.